# دستکش بی‌نهایت
دستکش ابدیت (به انگلیسی: The Infinity Gauntlet) یک داستان کامیک بوک آمریکایی منتشر شده توسط مارول کامیکس است، که شامل از مجموعه‌ای از، شش موضوع محدود است که به‌دست جیم استرالین نوشته شده و به‌دست جورج پرز و رون لیم نقاشی شده، که از ژوئیه تا دسامبر ۱۹۹۱ منتشر شده، و تعدادی از کتاب‌هایی که در این داستان هستند با یکدیگر مرتبط هستند. از زمان اولین انتشار این کتاب، در این مجموعه فرمت‌ها و نسخه‌های مختلفی به‌چاب رسیده‌است.